# زنبیل، سقز
زنبیل نام یک روستا در دهستان ترجان، بخش مرکزی شهرستان سقز، استان کردستان در ایران است. بر اساس سرشماری مرکز آمار ایران در سال ۱۳۸۵، جمعیت آن ۲۵۰ نفر (۱۱۰ خانوار) بوده است.

## مردم
مردم این روستا کُرد هستند و زبانشان کُردی سورانی مکریانی است. با اینکه این روستا از نظر اداری از توابع سقز محسوب می‌شود اما مردم آن برای امرارمعاش، زندگی، تحصیل و مهاجرت به بوکان می‌روند و خود را جزو مردم شهرستان بوکان می‌دانند. تنها برای امور اداری به سقز مراجعه می‌کنند.